# Bad Religion (ep)
Bad Religion is de eerste ep die de gelijknamige Amerikaanse band uitbracht. De ep bevat zes korte nummers; de totale duur ervan is net onder de tien minuten. Alle nummers werden later opnieuw uitgebracht op het compilatiealbum 80-85 en nogmaals op How Could Hell Be Any Worse? (2004).

## Tracklist
1. "Bad Religion" - 1:52 (Brett Gurewitz)
2. "Politics" - 1:23 (Greg Graffin)
3. "Sensory Overload" - 1:37 (Brett Gurewitz)
4. "Slaves" - 1:22 (Greg Graffin)
5. "Drastic Actions" - 2:42 (Brett Gurewitz)
6. "World War III" - 0:57 (Greg Graffin)

Noot: tussen haakjes staat de tekstschrijver.

## Medewerkers
- Greg Graffin - zang
- Brett Gurewitz - gitaar
- Jay Bentley - basgitaar
- Jay Ziskrout - drums